# La Rete
El Moviment per la Democràcia - La Xarxa (en italià Movimento per la Democrazia – La Rete) fou un partit polític italià.

## Història
El partit va ser format el 24 de gener de 1991 per Leoluca Orlando, alcalde de Palerm i membre de la Democràcia Cristiana, que havia trencat amb aquest partit el 1991 a causa de les seves relacions amb la màfia. El partit era d'inspiració catòlica, mentre incloïa diversos antics membres del Partit Comunista Italià (Diego Novelli, Alfredo Galasso, etc.), antimàfia i anticorrupció.  Va proposar la fi de la immunitat parlamentària, més poders judicials per fer front a la màfia i un parlament amb menys legisladors. Descrivint-se com un moviment social més que com un partit, la Xarxa pretenia ser un "moviment cívic" flexible sense membres formals ni una estructura de partit rígida.
El partit va aconseguir obtenir càrrecs electes a Sicília, incloent cinc escons a les eleccions regionals de 1991 (gràcies al 7,4% dels vots) i, de nou, l'alcaldia de Palerm el 1993. A les eleccions nacionals de 1992 , el partit va guanyar l'1,9% a nivell nacional, 12 diputats i 3 senadors.
Posteriorment va participar en l'Aliança dels Progressistes, que incloïa el Partit Democràtic de l'Esquerra, l'Aliança Democràtica, la Federació dels Verds, el Partit de la Refundació Comunista, el Partit Socialista Italià i els Socialcristians. La coalició es va presentar sense èxit a les eleccions generals de 1994 contra les coalicions de centredreta de Silvio Berlusconi, el Pol de les Llibertats i el Pol del Bon Govern, i el partit va obtenir l'1,9% dels vots, 6 diputats i 6 senadors.
A les eleccions generals de 1996 el partit va formar part de la coalició L'Olivera i va escollir en districtes uninominals cinc diputats, que es van dividir entre els Demòcrates d'Esquerra i un subgrup anomenat "Itàlia dels Valors", i un senador. Després de les eleccions, Orlando va declarar l'objectiu de crear un "Partit Demòcrata"  inspirat en el Partit Demòcrata dels Estats Units i el partit va canviar el seu nom a La Xarxa pel Partit Democràtic.
El 1999 va ser absorbida pels Demòcrates de Romano Prodi. Abans d'això, alguns dels seus membres s'havien unit a l'Itàlia dels Valors d'Antonio Di Pietro, que també es va fusionar amb Els Demòcrates.

## Resultats electorals

### Parlament Italià
| Any  | Líder           | Vots          | %            | Diputats | +/− | Vots          | %            | Senadors | +/- |
| ---- | --------------- | ------------- | ------------ | -------- | --- | ------------- | ------------ | -------- | --- |
| 1992 | Leoluca Orlando | 730,171 (11è) | 1.9          | 12 / 630 | Nou | 239,868 (12è) | 0.7          | 3 / 315  | Nou |
| 1994 | Leoluca Orlando | 719,841 (11è) | 1.9          | 6 / 630  | 6   | Dins L'AdP    | Dins L'AdP   | 6 / 315  | 3   |
| 1996 | Leoluca Orlando | Dins L'Ulivo  | Dins L'Ulivo | 5 / 630  | 1   | Dins L'Ulivo  | Dins L'Ulivo | 1 / 315  | 5   |

### Parlament Europeu
| Any  | Líder           | Vots          | %   | Escons | +/− |
| ---- | --------------- | ------------- | --- | ------ | --- |
| 1994 | Leoluca Orlando | 366,258 (11è) | 1.1 | 1 / 81 | Nou |

## Membres de La Rete
- Anna Maria Abramonte
- Giovanni Campo
- Pietro Cangelosi
- Antonino Caponnetto
- Nando Dalla Chiesa
- Franco Danieli
- Francesco de Notaris
- Bruno Di Maio
- Claudio Fava
- Alfredo Galasso
- Giuseppe Gambale
- Pina Maisano (vídiua de Libero Grassi)
- Giovanni Massidda
- Carmine Mancuso
- Francesco Manganelli
- Carmelo Milazzo
- Diego Novelli
- Mario Occhipinti
- Leoluca Orlando
- Carlo Palermo
- Ennio Pintacuda
- Lucio Pirillo
- Rino Piscitello
- Giacomo Porrovecchio (Gino)
- Paolo Prodi
- Marco Rino Ricci
- Giuseppe Scozzari
- Michelangelo Salamone
- Laura Rozza
- Tonino Silvestri